# Serjania grosii
Serjania grosii är en kinesträdsväxtart som beskrevs av Diederich Franz Leonhard von Schlechtendal. Serjania grosii ingår i släktet Serjania och familjen kinesträdsväxter. Inga underarter finns listade i Catalogue of Life.